# 1179
1179 (MCLXXIX) a fost un an obișnuit al calendarului iulian.

## Evenimente
- 5-14 martie: Al treilea conciliu ecumenic de la Lateran, prezidat de către papa Alexandru al III-lea: valdensii și catharii sunt condamnați ca eretici; se instituie o reformă clericală; se instituie primele ghetouri pentru evrei; se stabilește ca papa să fie ales cu două treimi din voturile cardinalilor; se interzice comerțul cu musulmanii; este respinsă propunerea de a-i anatemiza pe mercenari.
- 20 martie: Tratatul de la Cazola dintre regii Alfonso al VII-lea al Castiliei și Alfonso al II-lea al Aragonului: frontiera de sud a statului aragonez este fixată pe o linie ce leagă Biar, Castalla, Jijona și Calpe; este decisă reluarea "Reconquistei".
- 23 mai: Prin bula Manifestis probatum, papa Alexandru al III-lea îl recunoaște pe Afonso al III-lea ca rege al Portugaliei, în pofida pretențiilor regilor din Castilia; Portugalia trece sub protecția directă a papalității.
- 10 iunie: Bătălia de la Marj Ayoun. Victorie a sultanului Egiptului, Saladin, asupra cruciaților.
- 17 iunie: Bătălia de la Kalvskinnet (în apropiere de Nidaros, astăzi Trondheim). Victorie a lui Sverre Sigurdson asupra contelui Erling Skakke, regent al regatului, care este ucis, în cadrul războiului civil din Norvegia.
- 29 august: Citadela de la Gue de Jacob, aflată în construcție, este distrusă de către trupele sultanului Saladin; cruciații din Regatul Ierusalimului pierd un important punct strategic.
- octombrie: Vreme de două zile, portul cruciat Accra este blocat de către flota sultanului de Egipt, Saladin.
- 1 noiembrie: Deși regele Ludovic al VII-lea al Franței este încă în viață (dar paralizat), Filip al II-lea August este încoronat la Toussaint.

### Nedatate
- Așezarea mayasă de la Chichen Itza este prădată și incendiată de către regele statului Mayapan, Hunac Ceel.
- Contele Filip de Alsacia întemeiază portul Damme, în apropiere de Bruges, în estuarul râului Zwin.
- Generalul Muhammad ibn Sam din dinastia ghurizilor ocupă provincia Peshawar din India.
- Orașul Aberdeen primește o chartă de la regele William Leul al Scoției.
- Puternică ofensivă a almohazilor în sudul Portugaliei, cu scopul recuceririi orașului Alentejo; în paralel, o flotă musulmană atacă în Portugalia de nord, dar este respinsă de către amiralul Fuas Roupinho în apropiere de capul Espichel; flota portugheză preia inițiativa și atacă portul Ceuta din Africa de nord, unde distruge unele vase ale musulmanilor.
- Se încheie un acord între sultanul Saladin și împăratul bizantin Manuel I Comnen.
- Sultanul Egiptului, Saladin, efectuează un raid în împrejurimile orașului cruciat Tyr.

## Arte, științe, literatură și filozofie
- Este înființată Mănăstirea Igriș, cu călugări cistercieni de la Pontigny. Aceștia pun bazele primei biblioteci atestate pe teritoriul actual al României.
- Este întemeiată școala Drigung Kagyu, de promovare a budismului de tip Kagyu.
- Încep lucrările la Naviglio Grande, canal în zona Milanului.
- La inițiativa papală, călugării abației Westminster înființează școala din Westminster, în Anglia.

## Înscăunări
- 1 noiembrie: Filip al II-lea (Philippe Auguste), rege al Franței (1180-1223)

## Nașteri
- 3 ianuarie: Theobald de Champagne, cruciat și conte de Champagne (d. 1201)
- Guillaume al IV-lea, conte de Ponthieu (d. 1221).
- Hermann von Salza, mare maestru al Ordinului teutonic (d. 1239)
- Jean d'Ibelin, cruciat și senior de Beirut (d. 1236).
- Mihail, cneaz de Kiev (d. 1246).
- Yaqut al-Hamawi, geograf arab din Siria (d. 1229).

## Decese
- 18 iunie: Erling Skakke, pretendent la tronul Norvegiei (n. 1115).
- 17 septembrie: Hildegard de Bingen, abatesă, compozitoare și poetă germană (n. 1098).
- Muzaffar Șah, primul rege din Malaysia convertit la Islam (n. ?)
- Taira no Shigemori, nobil japonez (n. 1138).